# Liste des planètes mineures (604001-605000)
Voici la liste des planètes mineures numérotées de 604001 à 605000. Les planètes mineures sont numérotées lorsque leur orbite est confirmée, ce qui peut parfois se produire longtemps après leur découverte. Elles sont classées ici par leur numéro.

## Planètes mineures 604001 à 605000
- (604001) Iagiellonica
- (604002) 2015 KN7
- (604003) 2015 KT8
- (604004) 2015 KX10
- (604005) 2015 KZ12
- (604006) 2015 KX15
- (604007) 2015 KP17
- (604008) 2015 KA19
- (604009) 2015 KV19
- (604010) 2015 KR26
- (604011) 2015 KD27
- (604012) 2015 KY30
- (604013) 2015 KF31
- (604014) 2015 KT36
- (604015) 2015 KG41
- (604016) 2015 KZ41
- (604017) 2015 KR43
- (604018) 2015 KR44
- (604019) 2015 KR45
- (604020) 2015 KO46
- (604021) 2015 KJ47
- (604022) 2015 KP47
- (604023) 2015 KW47
- (604024) 2015 KH51
- (604025) 2015 KR51
- (604026) 2015 KE52
- (604027) 2015 KB53
- (604028) 2015 KM53
- (604029) 2015 KO53
- (604030) 2015 KA55
- (604031) 2015 KJ56
- (604032) 2015 KL56
- (604033) 2015 KN56
- (604034) 2015 KP58
- (604035) 2015 KR58
- (604036) 2015 KD60
- (604037) 2015 KY61
- (604038) 2015 KA62
- (604039) 2015 KP66
- (604040) 2015 KJ67
- (604041) 2015 KW70
- (604042) 2015 KY70
- (604043) 2015 KP71
- (604044) 2015 KB72
- (604045) 2015 KJ72
- (604046) 2015 KT72
- (604047) 2015 KR73
- (604048) 2015 KC74
- (604049) 2015 KS74
- (604050) 2015 KF75
- (604051) 2015 KB77
- (604052) 2015 KZ78
- (604053) 2015 KK82
- (604054) 2015 KT82
- (604055) 2015 KD85
- (604056) 2015 KB86
- (604057) 2015 KR87
- (604058) 2015 KH89
- (604059) 2015 KU89
- (604060) 2015 KP90
- (604061) 2015 KC91
- (604062) 2015 KL97
- (604063) 2015 KD99
- (604064) 2015 KC101
- (604065) 2015 KB102
- (604066) 2015 KH102
- (604067) 2015 KO102
- (604068) 2015 KH103
- (604069) 2015 KK103
- (604070) 2015 KG104
- (604071) 2015 KB108
- (604072) 2015 KH109
- (604073) 2015 KT110
- (604074) 2015 KO119
- (604075) 2015 KY119
- (604076) 2015 KK123
- (604077) 2015 KO123
- (604078) 2015 KW124
- (604079) 2015 KT126
- (604080) 2015 KG127
- (604081) 2015 KQ127
- (604082) 2015 KT127
- (604083) 2015 KK130
- (604084) 2015 KU131
- (604085) 2015 KM134
- (604086) 2015 KQ134
- (604087) 2015 KM138
- (604088) 2015 KZ139
- (604089) 2015 KR140
- (604090) 2015 KX141
- (604091) 2015 KK142
- (604092) 2015 KY143
- (604093) 2015 KF145
- (604094) 2015 KH146
- (604095) 2015 KL146
- (604096) 2015 KA147
- (604097) 2015 KB147
- (604098) 2015 KC147
- (604099) 2015 KK147
- (604100) 2015 KW148
- (604101) 2015 KA149
- (604102) 2015 KV150
- (604103) 2015 KD152
- (604104) 2015 KL152
- (604105) 2015 KR153
- (604106) 2015 KV156
- (604107) 2015 KT160
- (604108) 2015 KX160
- (604109) 2015 KU164
- (604110) 2015 KY166
- (604111) 2015 KW167
- (604112) 2015 KF169
- (604113) 2015 KB170
- (604114) 2015 KA171
- (604115) 2015 KO171
- (604116) 2015 KP171
- (604117) 2015 KU171
- (604118) 2015 KQ172
- (604119) 2015 KW172
- (604120) 2015 KA179
- (604121) 2015 KF184
- (604122) 2015 KO184
- (604123) 2015 KK185
- (604124) 2015 KX187
- (604125) 2015 KP197
- (604126) 2015 KU205
- (604127) 2015 LB
- (604128) 2015 LL
- (604129) 2015 LD1
- (604130) 2015 LD3
- (604131) 2015 LH3
- (604132) 2015 LY4
- (604133) 2015 LG5
- (604134) 2015 LT5
- (604135) 2015 LP10
- (604136) 2015 LD11
- (604137) 2015 LS13
- (604138) 2015 LU13
- (604139) 2015 LF16
- (604140) 2015 LL19
- (604141) 2015 LO19
- (604142) 2015 LO20
- (604143) 2015 LR23
- (604144) 2015 LC25
- (604145) 2015 LZ26
- (604146) 2015 LF27
- (604147) 2015 LN28
- (604148) 2015 LJ32
- (604149) 2015 LJ33
- (604150) 2015 LE36
- (604151) 2015 LM38
- (604152) 2015 LT38
- (604153) 2015 LB39
- (604154) 2015 LG40
- (604155) 2015 LW40
- (604156) 2015 LP43
- (604157) 2015 LN44
- (604158) 2015 LY45
- (604159) 2015 LR48
- (604160) 2015 LN52
- (604161) 2015 LV52
- (604162) 2015 LB54
- (604163) 2015 MS
- (604164) 2015 MP2
- (604165) 2015 MZ5
- (604166) 2015 MB10
- (604167) 2015 MC12
- (604168) 2015 MV13
- (604169) 2015 MU17
- (604170) 2015 MY19
- (604171) 2015 MY20
- (604172) 2015 ME22
- (604173) 2015 MS23
- (604174) 2015 MB24
- (604175) 2015 ML24
- (604176) 2015 MW27
- (604177) 2015 MA29
- (604178) 2015 MO29
- (604179) 2015 MZ29
- (604180) 2015 MW32
- (604181) 2015 MD33
- (604182) 2015 MC34
- (604183) 2015 MH36
- (604184) 2015 MQ36
- (604185) 2015 MG37
- (604186) 2015 MV42
- (604187) 2015 MY42
- (604188) 2015 MD43
- (604189) 2015 MW43
- (604190) 2015 MK49
- (604191) 2015 MT52
- (604192) 2015 MJ55
- (604193) 2015 MV55
- (604194) 2015 MW57
- (604195) 2015 MT62
- (604196) 2015 MB63
- (604197) 2015 MO66
- (604198) 2015 ML67
- (604199) 2015 MZ67
- (604200) 2015 MT70
- (604201) 2015 MR75
- (604202) 2015 MW80
- (604203) 2015 MD83
- (604204) 2015 MM84
- (604205) 2015 MP84
- (604206) 2015 MO92
- (604207) 2015 MH93
- (604208) 2015 MY98
- (604209) 2015 MH100
- (604210) 2015 MK102
- (604211) 2015 MD105
- (604212) 2015 MJ111
- (604213) 2015 MX111
- (604214) 2015 MD113
- (604215) 2015 MP116
- (604216) 2015 MK120
- (604217) 2015 MH122
- (604218) 2015 MS122
- (604219) 2015 MX123
- (604220) 2015 ME127
- (604221) 2015 MZ132
- (604222) 2015 MZ135
- (604223) 2015 MX137
- (604224) 2015 MZ140
- (604225) 2015 MA141
- (604226) 2015 MF142
- (604227) 2015 MK144
- (604228) 2015 MA147
- (604229) 2015 MD147
- (604230) 2015 MM149
- (604231) 2015 MH150
- (604232) 2015 ML155
- (604233) 2015 MF156
- (604234) 2015 MW163
- (604235) 2015 MC167
- (604236) 2015 MS167
- (604237) 2015 MR178
- (604238) 2015 MD182
- (604239) 2015 MB186
- (604240) 2015 MC186
- (604241) 2015 NK
- (604242) 2015 NE2
- (604243) 2015 NL5
- (604244) 2015 NB9
- (604245) 2015 NE11
- (604246) 2015 NQ14
- (604247) 2015 NM16
- (604248) 2015 NM19
- (604249) 2015 NY19
- (604250) 2015 NW20
- (604251) 2015 NA21
- (604252) 2015 NC21
- (604253) 2015 NX26
- (604254) 2015 NH30
- (604255) 2015 NW36
- (604256) 2015 NZ36
- (604257) 2015 OK2
- (604258) 2015 OC7
- (604259) 2015 OF7
- (604260) 2015 OR7
- (604261) 2015 OP9
- (604262) 2015 OS14
- (604263) 2015 OV15
- (604264) 2015 ON17
- (604265) 2015 OY18
- (604266) 2015 OR23
- (604267) 2015 OS32
- (604268) 2015 OB34
- (604269) 2015 OC34
- (604270) 2015 OQ38
- (604271) 2015 OY39
- (604272) 2015 OB40
- (604273) 2015 ON44
- (604274) 2015 OC48
- (604275) 2015 OT53
- (604276) 2015 OK56
- (604277) 2015 OK58
- (604278) 2015 OS59
- (604279) 2015 OG60
- (604280) 2015 OK60
- (604281) 2015 OD61
- (604282) 2015 OL61
- (604283) 2015 OJ62
- (604284) 2015 OO65
- (604285) 2015 OV65
- (604286) 2015 OH66
- (604287) 2015 OZ66
- (604288) 2015 OT68
- (604289) 2015 OE69
- (604290) 2015 OR70
- (604291) 2015 OG75
- (604292) 2015 OE81
- (604293) 2015 OF86
- (604294) 2015 OS86
- (604295) 2015 ON88
- (604296) 2015 OR88
- (604297) 2015 ON91
- (604298) 2015 OL92
- (604299) 2015 OV95
- (604300) 2015 OH96
- (604301) 2015 OZ96
- (604302) 2015 OP99
- (604303) 2015 OW100
- (604304) 2015 OL101
- (604305) 2015 OO101
- (604306) 2015 OD102
- (604307) 2015 OG102
- (604308) 2015 OT102
- (604309) 2015 OQ103
- (604310) 2015 OA104
- (604311) 2015 OL104
- (604312) 2015 OE105
- (604313) 2015 OW105
- (604314) 2015 OK106
- (604315) 2015 OJ108
- (604316) 2015 OP120
- (604317) 2015 OD122
- (604318) 2015 OH122
- (604319) 2015 OW123
- (604320) 2015 OU126
- (604321) 2015 ON127
- (604322) 2015 OC128
- (604323) 2015 OO128
- (604324) 2015 OA130
- (604325) 2015 ON131
- (604326) 2015 OP137
- (604327) 2015 OU137
- (604328) 2015 OB143
- (604329) 2015 OL144
- (604330) 2015 OQ148
- (604331) 2015 PE1
- (604332) 2015 PE6
- (604333) 2015 PT6
- (604334) 2015 PT7
- (604335) 2015 PX7
- (604336) 2015 PF8
- (604337) 2015 PU8
- (604338) 2015 PE22
- (604339) 2015 PA26
- (604340) 2015 PU29
- (604341) 2015 PE30
- (604342) 2015 PL33
- (604343) 2015 PS33
- (604344) 2015 PW33
- (604345) 2015 PX40
- (604346) 2015 PL41
- (604347) 2015 PT43
- (604348) 2015 PB44
- (604349) 2015 PK46
- (604350) 2015 PP48
- (604351) 2015 PW50
- (604352) 2015 PY50
- (604353) 2015 PQ52
- (604354) 2015 PY53
- (604355) 2015 PO56
- (604356) 2015 PN59
- (604357) 2015 PW59
- (604358) 2015 PA64
- (604359) 2015 PU64
- (604360) 2015 PZ68
- (604361) 2015 PE71
- (604362) 2015 PY77
- (604363) 2015 PC78
- (604364) 2015 PN85
- (604365) 2015 PO96
- (604366) 2015 PA102
- (604367) 2015 PB104
- (604368) 2015 PJ104
- (604369) 2015 PK106
- (604370) 2015 PX110
- (604371) 2015 PB112
- (604372) 2015 PC113
- (604373) 2015 PD117
- (604374) 2015 PK121
- (604375) 2015 PX123
- (604376) 2015 PK125
- (604377) 2015 PP125
- (604378) 2015 PH127
- (604379) 2015 PS130
- (604380) 2015 PE135
- (604381) 2015 PK136
- (604382) 2015 PA139
- (604383) 2015 PH143
- (604384) 2015 PM143
- (604385) 2015 PW144
- (604386) 2015 PA147
- (604387) 2015 PN150
- (604388) 2015 PR150
- (604389) 2015 PJ162
- (604390) 2015 PB163
- (604391) 2015 PC166
- (604392) 2015 PK172
- (604393) 2015 PG186
- (604394) 2015 PG189
- (604395) 2015 PU191
- (604396) 2015 PZ191
- (604397) 2015 PD193
- (604398) 2015 PJ194
- (604399) 2015 PQ201
- (604400) 2015 PQ203
- (604401) 2015 PN205
- (604402) 2015 PU205
- (604403) 2015 PU210
- (604404) 2015 PT211
- (604405) 2015 PF218
- (604406) 2015 PY218
- (604407) 2015 PG223
- (604408) 2015 PJ231
- (604409) 2015 PU233
- (604410) 2015 PM234
- (604411) 2015 PW237
- (604412) 2015 PS240
- (604413) 2015 PR244
- (604414) 2015 PC247
- (604415) 2015 PV248
- (604416) 2015 PL251
- (604417) 2015 PO252
- (604418) 2015 PG254
- (604419) 2015 PC255
- (604420) 2015 PM257
- (604421) 2015 PS257
- (604422) 2015 PE260
- (604423) 2015 PB262
- (604424) 2015 PF262
- (604425) 2015 PT264
- (604426) 2015 PB268
- (604427) 2015 PU268
- (604428) 2015 PH271
- (604429) 2015 PD274
- (604430) 2015 PP275
- (604431) 2015 PF280
- (604432) 2015 PH283
- (604433) 2015 PE288
- (604434) 2015 PP288
- (604435) 2015 PS288
- (604436) 2015 PM289
- (604437) 2015 PF292
- (604438) 2015 PH292
- (604439) 2015 PL300
- (604440) 2015 PL305
- (604441) 2015 PY305
- (604442) 2015 PQ310
- (604443) 2015 PX312
- (604444) 2015 PN313
- (604445) 2015 PJ315
- (604446) 2015 PX317
- (604447) 2015 PU320
- (604448) 2015 PD321
- (604449) 2015 PB332
- (604450) 2015 PC332
- (604451) 2015 PM334
- (604452) 2015 PY334
- (604453) 2015 PS338
- (604454) 2015 PV346
- (604455) 2015 QY
- (604456) 2015 QF2
- (604457) 2015 QD7
- (604458) 2015 QU7
- (604459) 2015 QQ8
- (604460) 2015 QA10
- (604461) 2015 QP12
- (604462) 2015 QV12
- (604463) 2015 QD13
- (604464) 2015 QY13
- (604465) 2015 QA14
- (604466) 2015 QC14
- (604467) 2015 QB15
- (604468) Olenici
- (604469) 2015 QE16
- (604470) 2015 QE18
- (604471) 2015 QU25
- (604472) 2015 QM26
- (604473) 2015 QH27
- (604474) 2015 RE1
- (604475) 2015 RP1
- (604476) 2015 RR1
- (604477) 2015 RD3
- (604478) 2015 RO8
- (604479) 2015 RZ8
- (604480) 2015 RM11
- (604481) 2015 RQ13
- (604482) 2015 RK16
- (604483) 2015 RY21
- (604484) 2015 RD24
- (604485) 2015 RN24
- (604486) 2015 RS25
- (604487) 2015 RM28
- (604488) 2015 RZ28
- (604489) 2015 RP33
- (604490) 2015 RS33
- (604491) 2015 RV33
- (604492) 2015 RL38
- (604493) 2015 RF40
- (604494) 2015 RJ41
- (604495) 2015 RL42
- (604496) 2015 RA43
- (604497) 2015 RT48
- (604498) 2015 RC51
- (604499) 2015 RU51
- (604500) 2015 RE55
- (604501) 2015 RK55
- (604502) 2015 RX59
- (604503) 2015 RC60
- (604504) 2015 RV62
- (604505) 2015 RE64
- (604506) 2015 RZ64
- (604507) 2015 RA65
- (604508) 2015 RE65
- (604509) 2015 RX65
- (604510) 2015 RQ70
- (604511) 2015 RK74
- (604512) 2015 RD75
- (604513) 2015 RQ79
- (604514) 2015 RF85
- (604515) 2015 RY85
- (604516) 2015 RA86
- (604517) 2015 RH86
- (604518) 2015 RZ86
- (604519) 2015 RF87
- (604520) 2015 RL88
- (604521) 2015 RO89
- (604522) 2015 RP89
- (604523) 2015 RW89
- (604524) 2015 RG91
- (604525) 2015 RY92
- (604526) 2015 RW98
- (604527) 2015 RO99
- (604528) 2015 RB104
- (604529) 2015 RF105
- (604530) 2015 RY105
- (604531) 2015 RV114
- (604532) 2015 RA116
- (604533) 2015 RK121
- (604534) 2015 RP135
- (604535) 2015 RC137
- (604536) 2015 RG142
- (604537) 2015 RU144
- (604538) 2015 RS149
- (604539) 2015 RO153
- (604540) 2015 RT153
- (604541) 2015 RC154
- (604542) 2015 RD163
- (604543) 2015 RT163
- (604544) 2015 RZ168
- (604545) 2015 RP170
- (604546) 2015 RR171
- (604547) 2015 RW172
- (604548) 2015 RK173
- (604549) 2015 RG176
- (604550) 2015 RL176
- (604551) 2015 RO177
- (604552) 2015 RJ178
- (604553) 2015 RO181
- (604554) 2015 RX181
- (604555) 2015 RQ189
- (604556) 2015 RY190
- (604557) 2015 RO191
- (604558) 2015 RR194
- (604559) 2015 RT194
- (604560) 2015 RJ196
- (604561) 2015 RQ197
- (604562) 2015 RF198
- (604563) 2015 RL202
- (604564) 2015 RS202
- (604565) 2015 RP203
- (604566) 2015 RN204
- (604567) 2015 RX206
- (604568) 2015 RN207
- (604569) 2015 RQ210
- (604570) 2015 RK213
- (604571) 2015 RK216
- (604572) 2015 RT216
- (604573) 2015 RY216
- (604574) 2015 RG218
- (604575) 2015 RV222
- (604576) 2015 RX223
- (604577) 2015 RL227
- (604578) 2015 RR227
- (604579) 2015 RX230
- (604580) 2015 RE231
- (604581) 2015 RK231
- (604582) 2015 RZ233
- (604583) 2015 RB234
- (604584) 2015 RP235
- (604585) 2015 RP237
- (604586) 2015 RW241
- (604587) 2015 RT247
- (604588) 2015 RD248
- (604589) 2015 RB255
- (604590) 2015 RE255
- (604591) 2015 RQ258
- (604592) 2015 RU259
- (604593) 2015 RY268
- (604594) 2015 RX270
- (604595) 2015 RT271
- (604596) 2015 RF292
- (604597) 2015 RB296
- (604598) 2015 RR300
- (604599) 2015 RK302
- (604600) 2015 RT303
- (604601) 2015 RZ303
- (604602) 2015 RP307
- (604603) 2015 RD318
- (604604) 2015 RT324
- (604605) 2015 RL331
- (604606) 2015 RS336
- (604607) 2015 SF3
- (604608) 2015 ST4
- (604609) 2015 SZ4
- (604610) 2015 SY5
- (604611) 2015 SO6
- (604612) 2015 SA7
- (604613) 2015 SP8
- (604614) 2015 SD12
- (604615) 2015 SR12
- (604616) 2015 ST12
- (604617) 2015 SD13
- (604618) 2015 SP13
- (604619) 2015 SX13
- (604620) 2015 SG16
- (604621) 2015 ST16
- (604622) 2015 ST17
- (604623) 2015 SN18
- (604624) 2015 SF19
- (604625) 2015 SV23
- (604626) 2015 SX24
- (604627) 2015 SZ26
- (604628) 2015 ST27
- (604629) 2015 SV28
- (604630) 2015 SN29
- (604631) 2015 SD48
- (604632) 2015 TX
- (604633) 2015 TY2
- (604634) 2015 TD3
- (604635) 2015 TP4
- (604636) 2015 TW6
- (604637) 2015 TC7
- (604638) 2015 TZ7
- (604639) 2015 TD10
- (604640) 2015 TX11
- (604641) 2015 TA14
- (604642) 2015 TX15
- (604643) 2015 TQ16
- (604644) 2015 TY17
- (604645) 2015 TE19
- (604646) 2015 TS19
- (604647) 2015 TX21
- (604648) 2015 TY22
- (604649) 2015 TH23
- (604650) 2015 TN27
- (604651) 2015 TQ28
- (604652) 2015 TO29
- (604653) 2015 TV30
- (604654) 2015 TW30
- (604655) 2015 TD31
- (604656) 2015 TF34
- (604657) 2015 TU34
- (604658) 2015 TB35
- (604659) 2015 TL35
- (604660) 2015 TR35
- (604661) 2015 TZ35
- (604662) 2015 TU36
- (604663) 2015 TF37
- (604664) 2015 TR39
- (604665) 2015 TX39
- (604666) 2015 TB40
- (604667) 2015 TN40
- (604668) 2015 TE42
- (604669) 2015 TP45
- (604670) 2015 TS45
- (604671) 2015 TW45
- (604672) 2015 TG46
- (604673) 2015 TY50
- (604674) 2015 TA54
- (604675) 2015 TH54
- (604676) 2015 TR55
- (604677) 2015 TA57
- (604678) 2015 TB58
- (604679) 2015 TG58
- (604680) 2015 TP65
- (604681) 2015 TL73
- (604682) 2015 TE74
- (604683) 2015 TA77
- (604684) 2015 TQ85
- (604685) 2015 TE93
- (604686) 2015 TJ99
- (604687) 2015 TO99
- (604688) 2015 TJ100
- (604689) 2015 TM108
- (604690) 2015 TN125
- (604691) 2015 TT126
- (604692) 2015 TC128
- (604693) 2015 TS128
- (604694) 2015 TH129
- (604695) 2015 TH136
- (604696) 2015 TQ138
- (604697) 2015 TP151
- (604698) 2015 TG152
- (604699) 2015 TZ156
- (604700) 2015 TW163
- (604701) 2015 TV164
- (604702) 2015 TR165
- (604703) 2015 TW165
- (604704) 2015 TQ166
- (604705) 2015 TJ168
- (604706) 2015 TJ179
- (604707) 2015 TL179
- (604708) 2015 TB185
- (604709) 2015 TU188
- (604710) 2015 TX189
- (604711) 2015 TF190
- (604712) 2015 TH190
- (604713) 2015 TQ190
- (604714) 2015 TO191
- (604715) 2015 TF192
- (604716) 2015 TZ193
- (604717) 2015 TH195
- (604718) 2015 TV195
- (604719) 2015 TZ199
- (604720) 2015 TG202
- (604721) 2015 TX202
- (604722) 2015 TR205
- (604723) 2015 TT206
- (604724) 2015 TM207
- (604725) 2015 TN207
- (604726) 2015 TH210
- (604727) 2015 TL211
- (604728) 2015 TU214
- (604729) 2015 TN215
- (604730) 2015 TR216
- (604731) 2015 TN217
- (604732) 2015 TE219
- (604733) 2015 TA220
- (604734) 2015 TY223
- (604735) 2015 TM227
- (604736) 2015 TL231
- (604737) 2015 TZ231
- (604738) 2015 TU233
- (604739) 2015 TA234
- (604740) 2015 TK234
- (604741) 2015 TH237
- (604742) 2015 TW239
- (604743) 2015 TD241
- (604744) 2015 TK241
- (604745) 2015 TE249
- (604746) 2015 TA250
- (604747) 2015 TQ254
- (604748) 2015 TS256
- (604749) 2015 TL258
- (604750) Marisabele
- (604751) 2015 TN262
- (604752) 2015 TU262
- (604753) 2015 TU264
- (604754) 2015 TG267
- (604755) 2015 TS267
- (604756) 2015 TT270
- (604757) 2015 TP273
- (604758) 2015 TH274
- (604759) 2015 TE275
- (604760) 2015 TJ276
- (604761) 2015 TG278
- (604762) 2015 TM280
- (604763) 2015 TM282
- (604764) 2015 TA284
- (604765) 2015 TC285
- (604766) 2015 TX285
- (604767) 2015 TB287
- (604768) 2015 TQ287
- (604769) 2015 TP288
- (604770) 2015 TB289
- (604771) 2015 TT291
- (604772) Paraschiv
- (604773) Michaelmöller
- (604774) 2015 TN295
- (604775) 2015 TF297
- (604776) 2015 TE298
- (604777) 2015 TG298
- (604778) 2015 TE303
- (604779) 2015 TO304
- (604780) 2015 TP304
- (604781) 2015 TV304
- (604782) 2015 TW306
- (604783) 2015 TD307
- (604784) 2015 TC309
- (604785) 2015 TQ310
- (604786) 2015 TQ312
- (604787) 2015 TO313
- (604788) 2015 TR315
- (604789) 2015 TB316
- (604790) 2015 TN316
- (604791) 2015 TF318
- (604792) 2015 TJ318
- (604793) 2015 TO318
- (604794) 2015 TY320
- (604795) 2015 TG322
- (604796) 2015 TO327
- (604797) 2015 TO328
- (604798) 2015 TM333
- (604799) 2015 TX335
- (604800) 2015 TG337
- (604801) 2015 TU338
- (604802) 2015 TK342
- (604803) 2015 TN347
- (604804) 2015 TV347
- (604805) 2015 TR349
- (604806) 2015 TQ351
- (604807) 2015 TM356
- (604808) 2015 TS358
- (604809) 2015 TG366
- (604810) 2015 TB369
- (604811) 2015 TE369
- (604812) 2015 TS369
- (604813) 2015 TZ369
- (604814) 2015 TV373
- (604815) 2015 TR374
- (604816) 2015 TM379
- (604817) 2015 TS381
- (604818) 2015 TN387
- (604819) 2015 TW387
- (604820) 2015 TQ409
- (604821) 2015 TR409
- (604822) 2015 TK411
- (604823) 2015 TM411
- (604824) 2015 TM415
- (604825) 2015 TX416
- (604826) 2015 TY416
- (604827) Rietavas
- (604828) 2015 TF436
- (604829) 2015 UU12
- (604830) 2015 UW14
- (604831) 2015 UR16
- (604832) 2015 UQ17
- (604833) 2015 UQ20
- (604834) 2015 UB24
- (604835) 2015 UB25
- (604836) 2015 UH25
- (604837) 2015 UZ25
- (604838) 2015 UM27
- (604839) 2015 UF29
- (604840) 2015 UE36
- (604841) 2015 UM36
- (604842) 2015 UG39
- (604843) 2015 US39
- (604844) 2015 UB47
- (604845) 2015 UZ52
- (604846) 2015 US53
- (604847) 2015 UQ54
- (604848) 2015 UU56
- (604849) 2015 UE57
- (604850) 2015 UO60
- (604851) 2015 UW60
- (604852) 2015 UJ63
- (604853) 2015 UB64
- (604854) 2015 UU69
- (604855) 2015 UG70
- (604856) 2015 UR70
- (604857) 2015 UD71
- (604858) 2015 UB72
- (604859) 2015 UJ73
- (604860) 2015 UC74
- (604861) 2015 UG76
- (604862) 2015 UL79
- (604863) 2015 UM79
- (604864) 2015 UU79
- (604865) 2015 UF80
- (604866) 2015 UO80
- (604867) 2015 UQ87
- (604868) 2015 UF88
- (604869) 2015 UT88
- (604870) 2015 UE91
- (604871) 2015 UJ91
- (604872) 2015 UK97
- (604873) 2015 UQ98
- (604874) 2015 VT
- (604875) 2015 VR3
- (604876) 2015 VN4
- (604877) 2015 VB6
- (604878) 2015 VE6
- (604879) 2015 VA8
- (604880) 2015 VR16
- (604881) 2015 VE25
- (604882) 2015 VC39
- (604883) 2015 VC40
- (604884) 2015 VP42
- (604885) 2015 VL44
- (604886) 2015 VZ44
- (604887) 2015 VY47
- (604888) 2015 VC51
- (604889) 2015 VE54
- (604890) 2015 VK54
- (604891) 2015 VH57
- (604892) 2015 VY58
- (604893) 2015 VC59
- (604894) 2015 VQ61
- (604895) 2015 VO62
- (604896) 2015 VU67
- (604897) 2015 VP68
- (604898) 2015 VY71
- (604899) 2015 VA76
- (604900) 2015 VG79
- (604901) 2015 VP85
- (604902) 2015 VG93
- (604903) 2015 VY104
- (604904) 2015 VT106
- (604905) 2015 VQ107
- (604906) 2015 VP108
- (604907) 2015 VG114
- (604908) 2015 VX115
- (604909) 2015 VE116
- (604910) 2015 VS117
- (604911) 2015 VD118
- (604912) 2015 VW119
- (604913) 2015 VK122
- (604914) 2015 VZ124
- (604915) 2015 VG125
- (604916) 2015 VK129
- (604917) 2015 VS132
- (604918) 2015 VY134
- (604919) 2015 VF135
- (604920) 2015 VV137
- (604921) 2015 VM147
- (604922) 2015 VE150
- (604923) 2015 VV150
- (604924) 2015 VW152
- (604925) 2015 VK158
- (604926) 2015 VR176
- (604927) 2015 VK189
- (604928) 2015 WK5
- (604929) 2015 WO7
- (604930) 2015 WA16
- (604931) 2015 WV32
- (604932) 2015 XY2
- (604933) 2015 XL3
- (604934) 2015 XC12
- (604935) 2015 XA22
- (604936) 2015 XO29
- (604937) 2015 XT30
- (604938) 2015 XJ43
- (604939) 2015 XT46
- (604940) 2015 XJ51
- (604941) 2015 XQ57
- (604942) 2015 XZ63
- (604943) 2015 XQ99
- (604944) 2015 XZ105
- (604945) 2015 XX115
- (604946) 2015 XT118
- (604947) 2015 XM124
- (604948) 2015 XB125
- (604949) 2015 XC129
- (604950) 2015 XG130
- (604951) 2015 XL130
- (604952) 2015 XN131
- (604953) 2015 XZ136
- (604954) 2015 XW143
- (604955) 2015 XP144
- (604956) 2015 XX144
- (604957) 2015 XF148
- (604958) 2015 XM148
- (604959) 2015 XL151
- (604960) 2015 XR154
- (604961) 2015 XW157
- (604962) 2015 XA165
- (604963) 2015 XZ167
- (604964) 2015 XA171
- (604965) 2015 XL172
- (604966) 2015 XR172
- (604967) 2015 XW172
- (604968) 2015 XY179
- (604969) 2015 XP185
- (604970) 2015 XM188
- (604971) 2015 XG191
- (604972) 2015 XV191
- (604973) 2015 XE193
- (604974) 2015 XH198
- (604975) 2015 XP198
- (604976) 2015 XS200
- (604977) 2015 XL210
- (604978) 2015 XE224
- (604979) 2015 XB230
- (604980) 2015 XF234
- (604981) 2015 XC247
- (604982) 2015 XF264
- (604983) 2015 XQ264
- (604984) 2015 XX272
- (604985) 2015 XF285
- (604986) 2015 XO303
- (604987) 2015 XW311
- (604988) 2015 XX311
- (604989) 2015 XQ318
- (604990) 2015 XL338
- (604991) 2015 XA346
- (604992) 2015 XP346
- (604993) 2015 XP347
- (604994) 2015 XZ348
- (604995) 2015 XT359
- (604996) 2015 XK362
- (604997) 2015 XM365
- (604998) 2015 XN373
- (604999) 2015 XH392
- (605000) 2015 XT397